# Blastobasis sprotundalis
Blastobasis sprotundalis é uma espécie de mariposa do gênero Blastobasis pertencente à família Coleophoridae.